# Jaera hewitsoni
Jaera hewitsoni är en fjärilsart som beskrevs av Kirby 1896. Jaera hewitsoni ingår i släktet Jaera och familjen juvelvingar. Inga underarter finns listade i Catalogue of Life.